# Villamediana de Iregua
Villamediana de Iregua tỉnh và cộng đồng tự trị La Rioja, phía bắc Tây Ban Nha. Đô thị này có diện tích là 20,42 ki-lô-mét vuông, dân số năm 2009 là 6723 người với mật độ 329,24 người/km². Đô thị này có cự ly 4 km so với Logroño.